# Línea K (Autobuses Urbanos de Elche)
La línea K1 es una línea regular de autobús regular de la ciudad de Elche. Es operada por Autobuses Urbanos de Elche.
- Datos: Q5987450